# Вольней, Константин Франсуа
Константен Франсуа де Шассбёф, граф де Вольней (фр. Constantin François Chassebœuf de La Giraudais, comte de Volney; 3 февраля 1757, Краон, Анжу, Франция — 25 апреля 1820, Париж, Франция) — французский просветитель, философ, учёный-ориенталист, политический деятель.
Отец-аристократ записал его в школу под фамилией Буажире (Boisgirais), производной от названия родового поместья. Изучал медицину и философию в Париже, посещал салон Гольбаха, был лично знаком со многими просветителями. Изучал санскрит у Александра Гамильтона. В 1782 году начал многолетнее путешествие: Османская империя, Сирия, Египет. По возвращении на родину принял псевдоним Вольней (производное от Вольтер и Ферней). Во время Французской революции был членом Национального собрания.
Научные интересы Вольнея включали вопросы истории философии, этики, религиоведения. Считал, что критерий истинности лежит в ощущениях, это положение стало основой его теории общественной морали и анализа религии. Выдвинул так называемую астральную теорию происхождения религии, согласно которой политеистические представления возникли на основе наблюдений за видимыми движениями небесных светил. Его работы оказали влияние на становление мифологического направления в исследовании христианства.